# Prisma Taranto Volley 2020-2021
Questa voce raccoglie le informazioni riguardanti la Prisma Taranto Volley nelle competizioni ufficiali della stagione 2020-2021.

## Organigramma societario
Area direttiva
- Presidente: Antonio Bongiovanni
- Vicepresidente: Elisabetta Zelatore
- Segreteria generale: Stefano De Luca (fino all'8 marzo 2021), Francesco Chiaradia, Felice Pagano, Vittorio Pagano
- Direttore generale: Adi Lami (dal 4 febbraio 2021)
- Consigliere: Raffaele Di Ponzio
- Responsabile logistica: Carmelo Sindaco
- Magazzino: Gaetano Tortorella
- Responsabile hospitality: Vincenzo Franciosa
- Finanza: Mario Tagarelli

Area tecnica
- Allenatore: Vincenzo Di Pinto
- Allenatore in seconda: Francesco Racaniello
- Scout man: Saverio Di Lascio
- Responsabile settore giovanile: Francesco Stola

Area comunicazione
- Addetto stampa: Christian Cesario
- Fotografo: Walter Nobile
- Responsabile attività promozionali: Alfredo D'Angiulli
- Relazioni esterne: Francesco Ripa

Area marketing
- Responsabile marketing: Umberto Boschi
- Responsabile eventi: Virgilio Pantile

Area sanitaria
- Responsabile staff medico: Giuseppe Tombolini
- Staff medico: Aldo Alfieri, Fernando Bongiovanni, Vito Borraccia
- Preparatore atletico: Alberto Castelli (fino al 15 febbraio 2021), Pascal Sabato (dal 15 febbraio 2021)
- Fisioterapista: Cataldo Portulano
- Ortopedico: Vincenzo Sansolini
- Osteopata: Salvatore Fumarola
- Radiologo: Mario Ortino
- Nutrizionista: Francesco Settembrini

## Rosa
| N° | Nome                 | Ruolo | Data di nascita  | Squadra |
| -- | -------------------- | ----- | ---------------- | ------- |
| 1  | Alessio Fiore        | S     | 25 dicembre 1982 | Italia  |
| 2  | Manuel Coscione      | P     | 29 gennaio 1980  | Italia  |
| 3  | Simone Parodi        | S     | 16 giugno 1986   | Italia  |
| 4  | Aimone Alletti       | C     | 28 giugno 1988   | Italia  |
| 5  | Francesco Cottarelli | P     | 16 ottobre 1996  | Italia  |
| 6  | Luca Presta          | C     | 6 dicembre 1995  | Italia  |
| 7  | Williams Padura      | O     | 24 ottobre 1986  | Italia  |
| 8  | Marcello Di Felice   | O     | 10 maggio 1993   | Italia  |
| 9  | Fabrizio Gironi      | S     | 18 marzo 2000    | Italia  |
| 10 | Riccardo Goi         | L     | 24 agosto 1992   | Italia  |
| 11 | Sandi Persoglia      | C     | 12 luglio 1995   | Italia  |
| 12 | Nicolò Hoffer        | L     | 6 maggio 2000    | Italia  |
| 15 | Roberto Cominetti    | S     | 20 aprile 1997   | Italia  |
| 17 | Paolo Cascio         | S     | 7 marzo 1998     | Italia  |
| 18 | Gabriele Di Martino  | C     | 20 luglio 1997   | Italia  |